# Портнов, Вячеслав Николаевич
Вячеслав Николаевич Портнов (укр. В'ячеслав Миколайович Портнов; род. 26 января 1942, Загорск, Московская область) — советский футболист, нападающий. Позже — тренер. Провёл более ста матчей в Первой лиге СССР. Мастер спорта СССР, Заслуженный тренер Украины и Заслуженный работник физической культуры и спорта Украины.

## Карьера футболиста
Начал заниматься футболом в родном городе Загорск. После поступления в ремесленное (трудовое) училище играл в чемпионате Московской области. Затем он попал в сборную Московской области физкультурно-спортивного общества «Трудовые резервы», на основе которая формировалась сборная СССР, которая участвовала Спартакиаде народов СССР и в ней принял участие и сам Вячеслав. Следующим этапом его карьеры было попадание в ярославский «Шинник», после которого его забрали в армию и он находился в стане московского ЦСКА.
В 1964 году попал в севастопольский Спортивный клуб флота, где стал игроком основного состава. Игрой за севастопольский коллектив привлёк внимание тренеров симферопольской «Таврии». В Симферополе Вячеславу дали квартиру. По словам самого Портнова он мог также перейти в «Николаев», ворошиловградскую «Зарю», московские «Спартак» и «Торпедо». По итогам сезона 1967 года был включён в символическую сборную второй группы Второй лиги СССР и был удостоен звания мастер спорта СССР. Во время игры за «Таврию» учился в симферопольском университете на факультете физической культуры. В 2013 году журналистом Гарринальдом Немировским был включён в символическую сборную «Таврии» первого десятилетия существования клуба. В конце 1968 года из-за конфликта с главным тренером Анатолием Зубрицким покинул «Таврию» и перешёл в запорожский «Металлург». В 1970 году вместе с командой стал победителем Второй лиги СССР.
В 1972 году вернулся в «Таврию», с которой стал бронзовым призёром Второй лиги. Затем играл за армянский «Титан», где и завершил карьеру игрока.

## Тренерская карьера
По окончании карьеры футболиста перешёл на работу детским тренером. Вначале работал в селе Крымская Роза, где одним из его воспитанников был Владимир Горилый. Затем перешёл на работу в школу «Таврии». Являлся одновременно директором футбольной школы и тренером. Среди его воспитанников такие футболисты как Игорь Волков, Константин Вихорнов, Александр Белозерский, Алексей Грачёв, Андрей Тарахтий, Олег Леш и Олег Костиков. В 2005 году работал тренером в школе симферопольского «Динамо-ИгроСервиса». В «Таврии» проработал до 2014 года, после чего перешёл на работу спортивного инструктора на заводе «Фиолент».
В 2012 году Президентом Украины Виктором Януковичем ему было присвоено звание заслуженного работника физической культуры и спорта Украины.

## Достижения
«Металлург» (Запорожье)
- Победитель Второй лиги СССР: 1970

«Таврия»
- Серебряный призёр Второй лиги СССР: 1972

## Награды и звания
- Заслуженный работник физической культуры и спорта Автономной Республики Крым (19 мая 2008) — За значительный личный вклад в развитие спорта в Автономной Республике Крым, высокий профессионализм, спортивные достижения и в связи с 50-летием со дня основания ООО «Спортивный клуб „Таврия“»[9]

## Личная жизнь
Жена — Валентина Борисовна и двое детей — Марина и Игорь. Игорь стал профессиональным футболистом и также играл за «Таврию».

## Статистика
| Сезон | Клуб                  | Лига        | Чемпионат | Чемпионат | Кубок | Кубок |
| Сезон | Клуб                  | Лига        | Игры      | Голы      | Игры  | Голы  |
| ----- | --------------------- | ----------- | --------- | --------- | ----- | ----- |
| 1965  | СКФ (Севастополь)     | Вторая лига | 40        | 8         | 3     | 0     |
| 1966  | Таврия                | Первая лига | 33        | 2         |       |       |
| 1967  | Таврия                | Первая лига | 34        | 5         |       |       |
| 1968  | Таврия                | Первая лига | 28        | 4         | 1     | 1     |
| 1969  | Металлург (Запорожье) | Первая лига | 36        | 5         |       |       |
| 1970  | Металлург (Запорожье) | Вторая лига | 41        | 13        |       |       |
| 1971  | Металлург (Запорожье) | Первая лига | 36        | 4         | 3     | 0     |
| 1972  | Таврия                | Вторая лига | 16        | 2         |       |       |

Источники:
- Статистика — Профиль на сайте FootballFacts.ru